# BBC-Ems-Klasse
Die BBC-Ems-Klasse ist eine 16 Mehrzweck-Schwergutfrachter umfassende Schiffsklasse, wovon neun Schiffe zur ersten Generation und sechs Schiffe zur zweiten Generation gehören, die reedereiintern auch BBC-Congo-Klasse genannt wird. Die Schiffe gehören der in Leer ansässigen Reederei Briese Schiffahrt; sie sind allerdings langfristig an die ebenfalls in Leer beheimatete Tochterfirma BBC Chartering verchartert. Die Typschiffe BBC Ems bzw. BBC Congo wurden 2006 bzw. 2010 abgeliefert.

## Technische Daten
Die Schiffe der ersten Generation von 2006 bis 2009 haben eine Tragfähigkeit von circa 17.500 dwt bei 9,70 m Tiefgang. Ab 2010 liegt die Tragfähigkeit bei den Schiffen der zweiten Generation nur noch bei 17.000 dwt. Die beiden Generationen sind weitestgehend identisch; der einzige größere Unterschied ist bei den Kränen zu finden. Während die BBC Ems-Klasse 3 × 80 t Kräne (kombiniert 160 t) besitzt, wurden ab 2010 2 × 250 t und 1 × 80 t (kombiniert 500 t) verbaut. Alle Kräne wurden von NMF hergestellt.
Durch den 7.074 kW leistenden Schiffsdieselmotor von MAN liegt die maximale Geschwindigkeit dieses Schiffstyps bei etwa 15 kn.
Waren die ersten neun Schiffe noch eher reinen Mehrzweckfrachtern zuzuordnen, sind spätestens ab der Indienststellung der BBC Congo die Schiffe den modernen Schwergutfrachtern zuzuordnen. Die Schiffe verfügen über einen Laderaum mit bis zu 21.539 m³ Rauminhalt und eine 3.184 m² große Ladefläche, die mit bis zu 20 t/m² belastet werden kann.
Außerdem können 958 TEU, davon 64 Kühlcontainer geladen werden. Der Verbrauch liegt bei circa 29,0 t HFO pro Tag auf See. Gebaut werden die Schiffe im chinesischen Tianjin und sind vom Germanischen Lloyd klassifiziert.

## Die Schiffe
| BBC-Ems-Klasse / BBC-Congo-Klasse | BBC-Ems-Klasse / BBC-Congo-Klasse | BBC-Ems-Klasse / BBC-Congo-Klasse | BBC-Ems-Klasse / BBC-Congo-Klasse | BBC-Ems-Klasse / BBC-Congo-Klasse                   | BBC-Ems-Klasse / BBC-Congo-Klasse                  |
| Schiffsname                       | Bauwerft / Baunummer              | IMO-Nummer                        | Indienststellung                  | Auftraggeber                                        | Spätere Namen und Verbleib                         |
| --------------------------------- | --------------------------------- | --------------------------------- | --------------------------------- | --------------------------------------------------- | -------------------------------------------------- |
| Suderdamm                         | Xingang Shipyard / SB355-1        | 9347035                           | 2006                              | Briese Schiffahrts GmbH & Co. KG MS 'Nordermarsch'  | 2006: BBC Ems, 2016: ESL America                   |
| Westerdamm                        | Xingang Shipyard / SB355-2        | 9347047                           | 2006                              | Briese Schiffahrts GmbH & Co. KG MS 'Westerdamm'    | 2006: BBC Weser, 2010: STX Bright, 2012: BBC Weser |
| Horumersiel                       | Xingang Shipyard / SB355-3        | 9347059                           | 2006                              | Briese Schiffahrts GmbH & Co. KG MS 'Horumersiel'   | 2006: BBC Elbe, 2021: Utrenniy                     |
| Greetsiel                         | Xingang Shipyard / SB355-4        | 9347061                           | 2006                              | Briese Schiffahrts GmbH & Co. KG MS 'Greetsiel'     | 2006: BBC Mississippi, 2022: Sabetta               |
| Sjard                             | Xingang Shipyard / SB355-6        | 9303314                           | 2007                              | Briese Schiffahrts GmbH & Co. KG MS 'Sjard'         | -                                                  |
| Hatzum                            | Xingang Shipyard / SB355-5        | 9303302                           | 2007                              | Briese Schiffahrts GmbH & Co. KG MS 'Hatzum'        | 2007: BBC Amazon, 2017: Taiga Desgagnes            |
| Kurt Paul                         | Xingang Shipyard / SB355-7        | 9435856                           | 2009                              | Briese Schiffahrts GmbH & Co. KG MS 'Norderburg'    | -                                                  |
| Ocean Breeze                      | Xingang Shipyard / SB355-9        | 9436329                           | 2009                              | Briese Schiffahrts GmbH & Co. KG MS 'Ocean Breeze'  | 2009: BBC Volga                                    |
| Dornumersiel                      | Xingang Shipyard / SB355-8        | 9435868                           | 2009                              | Briese Schiffahrts GmbH & Co. KG MS 'Dornumersiel'  | 2009: BBC Hudson                                   |
| BBC Congo                         | Xingang Shipyard / SB355-10       | 9436331                           | 2010                              | Briese Schiffahrts GmbH & Co. KG MS 'Strong Breeze' | 2010: Yamal Orlan                                  |
| BBC Ganges                        | Xingang Shipyard / SB355-11       | 9508304                           | 2010                              | Briese Schiffahrts GmbH & Co. KG MS 'Nes'           | -                                                  |
| BBC Oder                          | Xingang Shipyard / SB355-12       | 9508316                           | 2010                              | Briese Schiffahrts GmbH & Co. KG MS 'Buren'         | 2017: Nordika Desgagnes                            |
| BBC Seine                         | Xingang Shipyard / SB355-13       | 9508380                           | 2010                              | Briese Schiffahrts GmbH & Co. KG MS 'Pilsum'        | -                                                  |
| BBC Nile                          | Xingang Shipyard / SB355-14       | 9571375                           | 2011                              | Briese Schiffahrts GmbH & Co. KG MS 'Osterburg'     | -                                                  |
| BBC Parana                        | Xingang Shipyard /                | 9571387                           | 2012                              | Briese Schiffahrts GmbH & Co. KG MS 'Westerburg'    | 2023: Marcellin A Desgagnes                        |
| BBC Danube                        | Xingang Shipyard /                | 9571399                           | 2013                              | Briese Schiffahrts GmbH & Co. KG MS 'Middelsburg'   | 2024: Allied Brooklyn                              |

Die Schiffe fuhren ursprünglich alle unter der Flagge von Antigua & Barbuda.
Die Schiffe wurden bis auf wenige Ausnahmen nach Flüssen benannt, deshalb werden sie häufig auch als Flussschiffe bezeichnet.